# حبیب دهقان‌نسب
حبیب دهقان نسب (زاده ۱۷ تیر  ۱۳۲۸ در شیراز) هنرپیشه اهل ایران است.
او به خاطر عشق به بازیگری تحصیلات خود را در همین رشته انتخاب کرد، او فارغ‌التحصیل بازیگری و کارگردانی تئاتر از دانشکده هنرهای زیبا دانشگاه تهران است در سال ۱۳۴۶ فعالیت‌های هنری خود را آغاز کرد.
در نمایش‌های رادیو شیراز از سال۱۳۴۶ تا ۱۳۵۲ و هچنین نمایش‌های تئاتر را تجربه کرد.
اولین حضور او در سینما فیلم شرایط عینی (۱۳۶۶) بود. اما در تلویزیون با سریال در پناه تو چهره شد، فیلم سفر به چزابه و نسل سوخته مورد توجه منتقدان سینما قرار گرفت.

## زندگی شخصی
وی در حال حاضر در شهرک اکباتان زندگی می‌کند و از همکاران و کتابداران کتابخانهٔ بلوک دو، فاز دو اکباتان است.

## کارنامهٔ هنری
تئاتر :
وقت ضیافت 
نوشته هارولد پینتر
دی ماه ۱۳۹۸
مجوعه تئاتر شهرزاد
کارگردان :
سامان قلیچ خانی

### سینمایی
| سال    | فیلم           |
| ------ | -------------- |
| (۱۳۹۸) | انتقال آتش     |
| (۱۳۹۵) | امپراطور جهنم  |
| (۱۳۹۴) | بازدم          |
| (۱۳۹۱) | عقاب صحرا      |
| (۱۳۸۸) | بیداری رؤیاها  |
| (۱۳۸۷) | دلخون          |
| (۱۳۸۷) | شب واقعه       |
| (۱۳۸۶) | حقیقت گمشده    |
| (۱۳۸۲) | الهه زیگورات   |
| (۱۳۸۱) | آبادان         |
| (۱۳۸۱) | قلب‌های ناآرام  |
| (۱۳۸۰) | بی‌همتا         |
| (۱۳۸۰) | زمانه          |
| (۱۳۷۹) | سفر سرخ        |
| (۱۳۷۹) | سگ‌کشی          |
| (۱۳۷۸) | شراره          |
| (۱۳۷۸) | نسل سوخته      |
| (۱۳۷۷) | باشگاه سری     |
| (۱۳۷۷) | کمکم کن        |
| (۱۳۷۶) | حماسه قهرمانان |
| (۱۳۷۴) | سفر به چزابه   |
| (۱۳۷۲) | عبور از تله    |
| (۱۳۷۱) | مستأجر         |
| (۱۳۶۶) | شرایط عینی     |

### تلویزیونی
| سال       | نام                         | سمت              | کارگردان                                             | توضیحات                                                                                         |
| --------- | --------------------------- | ---------------- | ---------------------------------------------------- | ----------------------------------------------------------------------------------------------- |
| ۱۴۰١      | گیلدخت                      | بازیگر           | مجید اسماعیلی                                        | شبکه یک                                                                                         |
| ١۴٠١      | مسافران شهر                 | بازیگر           | سیروس حسن پور                                        | شبکه پنج                                                                                        |
| ۱۴۰۰      | فیلم ۲۷ برج                 | بازیگر           | سامان مرادحسینی                                      | شبکه یک                                                                                         |
| ۱۴۰۰      | سرجوخه                      | بازیگر           | احمد معظمی                                           | شبکه سه                                                                                         |
| ١٣٩٩      | از سر نوشت (فصل ٣)          | بازیگر           | سید محمدرضا خردمندان                                 | شبکه ٢                                                                                          |
| ۱۳۹۸      | از سرنوشت (فصل ١ و ٢)       | بازیگر           | سید محمدرضا خردمندان (فصل ١)/علیرضا بذرافشان (فصل ٢) | شبکه ۲                                                                                          |
| ١٣٩٨      | بانوی سردار                 | بازیگر           | پرویز شیخ طادی                                       | شبکه ٣                                                                                          |
| ۱۳۹٨      | از یادها رفته               | بازیگر           | بهرام بهرامیان                                       | شبکه ۱                                                                                          |
| ۱۳۹۴      | جاده قدیم                   | بازیگر           | بهرام بهرامیان                                       | شبکه ۱                                                                                          |
| ١٣٩۴      | فوق سری                     | بازیگر           | مهدی فخیم زاده                                       | شبکه ١ ویژه نوروز ٩۴                                                                            |
| ۱۳۹۳      | با آخرین نفس هایم           | بازیگر           | سامان سالور                                          | مرکز زنجان و شبکه ۵ سیما                                                                        |
| ۱۳۹۳      | تله‌فیلم «غواصان دریادل»     | بازیگر           | سامان سالور                                          | این تله فیلم برشی از سریال با آخرین نفس هایم هست. سیمای مرکز زنجان و شبکه ۵ سیما                |
| ۱۳۹۳      | پرده‌نشین                    | بازیگر           | بهروز شعیبی                                          | شبکه ۱                                                                                          |
| ۱۳۹۰–۱۳۹۱ | بال‌های خیس                  | بازیگر           | عباس رنجبر                                           | شبکه ۱                                                                                          |
| ۱۳۹۰      | تله‌فیلم «آبی عمیق»          | بازیگر           | حسن لفافیان                                          | سیمای مرکز خلیج‌فارس                                                                             |
| ۱۳۹۰      | تله‌فیلم «بازگشته»           | بازیگر           | سعید ابراهیمی‌فر                                      |                                                                                                 |
| ۱۳۹۰      | تله‌فیلم «صدای خوب»          | بازیگر           | قاسم انصاری                                          | سیمای مرکز قزوین                                                                                |
| ۱۳۸۹–۱۳۹۰ | مختارنامه                   | بازیگر           | داوود میرباقری                                       | در نقش «یزید بن انس» (یار مختار ثقفی) تولید آن از سال ۱۳۸۳ آغاز شده بود.                        |
| ۱۳۸۹–۱۳۹۰ | چاه پنجاه                   | بازیگر           | اصغر هاشمی                                           | ساخت آن نیمه‌تمام رها شد.                                                                        |
| ۱۳۸۹      | قفسی برای پرواز             | بازیگر           | یوسف سیدمهدوی                                        | شبکه ۱                                                                                          |
| ۱۳۸۹      | تله‌فیلم «آینه‌ای در غبار»    | بازیگر           | ایمان افشاریان                                       | شبکه ۲                                                                                          |
| ۱۳۸۹      | تله‌فیلم «سکوت مطلق»         | بازیگر           | جواد مزدآبادی                                        |                                                                                                 |
| ۱۳۸۸      | تاکسی شانس                  | بازیگر           | سعید سالارزهی                                        | ابتدا برای «شبکه آفتاب» (شبکه استان مرکزی) ساخته شد و در سال ۱۳۸۹ از شبکه دو سیما هم پخش گردید. |
| ۱۳۸۸      | تله‌فیلم «بر فراز مهر»       | بازیگر           | حسن لفافیان                                          |                                                                                                 |
| ۱۳۸۸      | تله‌فیلم «اتوبوس»            | بازیگر           | محمدمهدی عسگرپور                                     |                                                                                                 |
| ۱۳۸۷      | آخرین دعوت                  | بازیگر           | حسین سهیلی‌زاده                                       |                                                                                                 |
| ۱۳۸۷      | زمانی برای پشیمانی          | بازیگر           | اسماعیل فلاح‌پور                                      | شبکه ۳                                                                                          |
| ۱۳۸۷      | تله‌فیلم «تلنگر»             | بازیگر           | امیرحسین عنایتی                                      | شبکه ۵                                                                                          |
| ۱۳۸۷      | تله‌فیلم «مرد مجهول»         | بازیگر           | حمیدرضا محسنی                                        | شبکه ۲                                                                                          |
| ۱۳۸۷      | تله‌فیلم «موقعیت رنگین کمان» | بازیگر           | جواد مزدآبادی                                        |                                                                                                 |
| ۱۳۸۶–۱۳۸۷ | پاتوق                       | بازیگر           | شاهین باباپور                                        | شبکه ۱                                                                                          |
| ۱۳۸۶      | تله‌فیلم «جایی نزدیک آسمان»  | بازیگر           | سامان سالور                                          | شبکه ۱                                                                                          |
| ۱۳۸۶      | تله‌فیلم «خواب‌زده»           | بازیگر           | بهرام کاظمی                                          | نام قبلی‌اش «پریش» بود و از شبکه ۲ پخش شد.                                                       |
| ۱۳۸۵–۱۳۸۶ | خون‌بها                      | بازیگر           | جواد مزدآبادی                                        | در محرم ۱۳۸۹ (سه سال پس از ساخت) از شبکه ۱ پخش شد. این سریال در آغاز «خون‌مردگی» نام داشت.       |
| ۱۳۸۵–۱۳۸۶ | سلام                        | بازیگر           | محمدرضا فرزین                                        | شبکه ۵                                                                                          |
| ۱۳۸۵–۱۳۸۶ | آینه                        | بازیگر           | نوید میهن‌دوست                                        | شبکه ۱                                                                                          |
| ۱۳۸۵      | آدمخوار                     | بازیگر           | جواد مزدآبادی                                        | شبکه ۲                                                                                          |
| ۱۳۸۵      | تله‌فیلم «بوی خاک»           | بازیگر           | اکبر منصورفلاح                                       | شبکه ۲                                                                                          |
| ۱۳۸۵      | تله‌فیلم «اینجا پرنده بود»   | بازیگر           | ایمان افشاریان                                       |                                                                                                 |
| ۱۳۸۴      | روزهای اعتراض               | بازیگر           | حسین سهیلی‌زاده                                       | شبکه ۲                                                                                          |
| ۱۳۸۳–۱۳۸۴ | حس سوم                      | بازیگر           | مهدی فخیم‌زاده                                        | شبکه ۲                                                                                          |
| ۱۳۸۳      | روزهای به یاد ماندنی        | بازیگر           | همایون شهنواز                                        |                                                                                                 |
| ۱۳۸۲      | تله‌فیلم «روزگار سپری شده»   | بازیگر           | روح‌الله حجازی                                        |                                                                                                 |
| ۱۳۸۲      | تله‌فیلم «حباب»              | بازیگر           | آرش قادری                                            |                                                                                                 |
| ۱۳۸۱–۱۳۸۲ | این راهش نیست               | بازیگر           | نوید میهن‌دوست                                        | شبکه ۳                                                                                          |
| ۱۳۸۰–۱۳۸۱ | خواب و بیدار                | بازیگر           | مهدی فخیم‌زاده                                        | شبکه ۱                                                                                          |
| ۱۳۸۱–۱۳۸۰ | حجربن عدی                   | بازیگر           | تاجبخش فنائیان                                       | در نقش «حجر بن عدی»                                                                             |
| ۱۳۸۰      | پرونده‌های مجهول             | بازیگر           | جمال شورجه                                           | شبکه ۲                                                                                          |
| ۱۳۷۹      | ولایت عشق                   | بازیگر           | مهدی فخیم‌زاده                                        | شبکه ۱                                                                                          |
| ۱۳۷۸      | زمان شوریدگی                | بازیگر           | محمدعلی نجفی                                         | شبکه ۱                                                                                          |
| ۱۳۷۷–۱۳۷۸ | روزهای زندگی                | بازیگر/بازیگردان | سیروس مقدم                                           | در سال ۱۳۷۹ از شبکه ۳ پخش شد.                                                                   |
| ۱۳۷۷      | وکیل                        | بازیگر           | محمد جعفری                                           |                                                                                                 |
| ۱۳۷۷      | تله‌فیلم «درای طلوع»         | بازیگر           | میکائیل شهرستانی                                     | شبکه ۲                                                                                          |
| ۱۳۷۶      | مأموریتی برای چهار نفر      | بازیگر           | علی غفاری                                            |                                                                                                 |
| ۱۳۷۶      | سفر عشق                     | بازیگر           | رضا شالچی                                            | در برنامه «سیمای خانواده» شبکه ۱ پخش می‌شد.                                                      |
| ۱۳۷۵–۱۳۷۶ | سیاه، سفید، خاکستری         | بازیگر           | سیامک شایقی                                          | شبکه ۲                                                                                          |
| ۱۳۷۶      | تله‌فیلم «غریبانه»           | بازیگر           | علی غفاری                                            | شبکه ۱                                                                                          |
| ۱۳۷۵      | خانه سبز                    | بازیگر مهمان     | بیژن بیرنگ مسعود رسام                                | شبکه ۲                                                                                          |
| ۱۳۷۵      | نوعی دیگر                   | بازیگر مهمان     | بهروز بقایی                                          | شبکه ۵                                                                                          |
| ۱۳۷۵      | تله‌فیلم «سرزمین ملائک»      | بازیگر           | علی غفاری                                            | شبکه ۱                                                                                          |
| ۱۳۷۵      | پرواز ملکوتی                | بازیگر           | سعید سلطانی‌فر                                        |                                                                                                 |
| ۱۳۷۴–۱۳۷۵ | تنهاترین سردار              | بازیگر           | مهدی فخیم‌زاده                                        | شبکه ۱                                                                                          |
| ۱۳۷۴–۱۳۷۵ | حکایت میرزا یحیی            | بازیگر           | حمید لبخنده                                          | در نوروز ۱۳۷۵ از شبکه ۲ پخش شد.                                                                 |
| ۱۳۷۴      | ظهر روز دهم                 | بازیگر           | معصومه تقی‌پور                                        | شبکه ۲                                                                                          |
| ۱۳۷۴      | در پناه تو                  | بازیگر           | حمید لبخنده                                          | شبکه ۲                                                                                          |
| ۱۳۷۲      | حماسه ایثار                 | بازیگر           | کاظم بلوچی                                           | شبکه ۱                                                                                          |
| ۱۳۷۲      | خورشید بر خاک               | بازیگر           | حسین مختاری                                          | شبکه ۲                                                                                          |
| ۱۳۷۰      | شما بگویید چه کنم؟          | بازیگر           | حسین فردرو                                           | آیتمهای نمایشی با مضمون مسائل آموزشی خانواده‌ها که از شبکه ۲ پخش می‌شد.                           |
| ۱۳۷۰      | امام علی                    | بازیگر           | داود میرباقری                                        | در نقش «حرث» (برادر قطام)                                                                       |
| ۱۳۷۰      | آن شب سرد زمستان            | بازیگر           | قاسم شاکری                                           |                                                                                                 |
| ۱۳۶۹      | ماجرای خالو                 | بازیگر           | حمید لبخنده                                          |                                                                                                 |
| ۱۳۶۹      | مهر و ماه                   | بازیگر           | حمید لبخنده                                          | شبکه ۲                                                                                          |
| ۱۳۶۸      | حکایت‌نامه (لطائف المتون)    | بازیگر           | حمید لبخنده                                          | شبکه ۲                                                                                          |
| ۱۳۶۸      | تله‌تئاتر «عود بر آتش»       | بازیگر           | مجید افشاریان                                        |                                                                                                 |
| ۱۳۶۶–۱۳۶۷ | این شرح بی‌نهایت             | بازیگر           | اسماعیل خلج                                          |                                                                                                 |
| ۱۳۶۵      | پایان شب سیه                | کارگردان         | حبیب دهقان‌نسب                                        |                                                                                                 |
| ۱۳۶۲      | سیم حوت (سوم اسفند)         | بازیگر           | مجید جعفری                                           | شبکه ۱ / کارگردان تلویزیونی: «علی‌اصغر میرزایی»                                                  |